# Bendor Range
Die Bendor Range ist ein kleiner aber einst berühmter Gebirgszug in der kanadischen Provinz British Columbia.

## Geographie
Die Bendor Range ist eine Teilkette der Pacific Ranges in den Coast Mountains. Sie hat eine Fläche von 728 km² und erstreckt sich über 43 km von Nordwest nach Südost sowie über etwa 18 km von Nordost nach Südwest. Sie liegt zwischen dem Anderson Lake im Südosten und dem Stausee Carpenter Lake bzw. dem Bridge River Power Project im Norden. Im Südwesten wird sie vom Tal des goldreichen Cadwallader Creek begrenzt.
Der Gebirgszug hat nur wenige kleine Eisfelder, aber eine ganze Reihe extrem hoher und für Kletterer anspruchsvoller Gipfel. Der höchste von ihnen ist der Whitecap Mountain (2918 m), welcher von Lillooet am Ende des Seton Lake aus zu sehen ist, aber aufgrund seiner Lage im Zentrum der Kette von den Kleinstädten und Seen in seiner unmittelbaren Umgebung nicht sichtbar ist. Im Nordwesten des Gebirgszuges, aber aufgrund des Reliefs seiner Flanken meist nicht von den unterhalb gelegenen Städtchen aus sichtbar, liegt der Mount Truax (2870 m), östlich von diesem noch der Mount Williams (2775 m) und der Mount Bobb (2821 m).
Einige Klassifikationen ordnen die Bendor Range den Chilcotin Ranges, ebenfalls ein Gebirgszug der Pacific Ranges, zu, was aber wohl nicht korrekt ist, da die Bendor Range südlich der Grenze der Chilcotin Ranges liegt, welche vom Bridge River gebildet wird.

## Geschichte
An der Westflanke der Bendor Range existieren einige heute halbverlassene Bergbausiedlungen. Eine davon, Bralorne, gehört zu den tiefsten Minen in Kanada, die zu ihren Blütezeiten die drittreichste Goldmine der Welt war. Zu Spitzenzeiten bevölkerten 8000 Personen den Ort; heute umfasst die Bevölkerung weniger als 300 Menschen. Die Stollen der Mine reichen bis nahezu eine Meile (1,6 km) unter den Meeresspiegel bei einer Öffnung in 3500 Fuß (1067 m) Höhe.
Der Name „Bendor“ wird von Ortsansässigen für einen hybriden gälisch-französischen Ausdruck gehalten – ben d'or – Berg aus Gold (im Walisischen bedeutet Pen d'awr dasselbe) – und während es dies mehr oder weniger bedeutet, wurde der Name ehrenhalber als Bend Or auf ein berühmtes Rennpferd der 1890er Jahre übertragen.